# Viktor Emil von Gebsattel
Viktor Emil Klemens Franz Freiherr von Gebsattel oder Victor Emil Freiherr von Gebsattel, auch Victor-Emil von Gebsattel (* 4. Februar 1883 in München; † 22. März 1976 in Bamberg), war Humanmediziner, Psychiater, Psychotherapeut, Wissenschaftspublizist, Philosoph und Schriftsteller. Er gilt als Pionier einer anthropologischen Medizin, Psychotherapie und Psychologie und schuf in Würzburg den ersten deutschen Lehrstuhl für Medizinische Psychologie.

## Leben
Viktor Emil von Gebsattel entstammte dem fränkischen Adelsgeschlecht Gebsattel und war der Sohn von Konstantin Freiherr von Gebsattel (1854–1932) und dessen Frau Marie, geb. Freiin Karg von Bebenburg (1860–1927; ⚭ 1882). Er besuchte in Bamberg die Volksschule bzw. das Neue Gymnasium sowie in der Folge das Humanistische Gymnasium. In Berlin studierte er zunächst Jurisprudenz, doch er wechselte bald das Studienfach sowie die Stadt: In München studierte er dann Philosophie, Psychologie und Kunstgeschichte. In München wurde er 1906 promoviert mit der Dissertation „Zur Psychologie der Gefühlsirradiation“ (Irradiation = Ausstrahlung: ein Effekt, der bei der Beurteilung von Wahrnehmungsobjekten auftritt). Sein Doktorvater war der Professor für Philosophie Theodor Lipps.
Im Anschluss war Gebsattel zunächst Schriftsteller und Übersetzer. Zahlreiche Reisen, insbesondere die nach Frankreich, führten zu Bekanntschaften mit Künstlern wie Henri Matisse, Auguste Rodin oder Rainer Maria Rilke (mit dem er später eng befreundet war). Er war auf Dauer den Künsten verbunden und verfasste selbst auch Lyrik und Prosa.
Im September 1911 nahm Gebsattel am III. Kongress der „Internationalen Psychoanalytischen Vereinigung“ teil, der in Weimar stattfand. Teilnehmer waren unter anderem C. G. Jung und Sigmund Freud, der Begründer der Psychoanalyse. Dort lernte der Freiherr auch die umstrittene sowie vielbegehrte 50-jährige Schriftstellerin und spätere Psychoanalytikerin Lou Andreas-Salomé kennen, die den jungen Adeligen sehr faszinierte und in ihren Bann zog.
1913 beschloss Gebsattel, Medizin zu studieren. 1915 bis 1920 war er Assistenzarzt in der Münchner psychiatrischen Klinik. Dort, bei Emil Kraepelin, schloss er das Studium ab mit einer Doktorarbeit zum Thema „Atypische Tuberkuloseformen“. Nach anschließender psychoanalytischer Ausbildung sowie psychiatrisch-neurologischer Weiterbildung in München siedelte er nach Berlin über, wo er 1926 ein psychiatrisches Privatsanatorium eröffnete.
Der tief im katholischen Glauben verwurzelte Gebsattel befand sich immer im Spannungsverhältnis zwischen den Grundsätzen katholischer Moral und den Einsichten der Psychoanalyse. Während der Ära der Nationalsozialisten fühlte er sich dem Kreisauer Kreis nahe.
Nach dem Zweiten Weltkrieg war Gebsattel für kurze Zeit in einer privaten Praxis in Überlingen tätig, dann als Chefarzt der psychiatrischen Privatklinik „Schloss Hausbaden“ bei Badenweiler. An der Universität Freiburg erhielt er 1947 einen Lehrauftrag für Medizinische Psychologie und Psychotherapie. 67-jährig wurde er 1950 als Honorarprofessor mit einem Lehrauftrag für Medizinische Psychologie und Psychotherapie an die Julius-Maximilians-Universität nach Würzburg berufen und übernahm die kommissarische Vertretung der ordentlichen Professur für Psychiatrie und Nervenheilkunde. Ebenso hielt er Vorlesungen zur Medizinischen Psychologie. Er hatte 1952 kommissarisch die Leitung des Instituts für Anthropologie und Erbbiologie übernommen, wo er im Wintersemester 1952/1953 die Lehrveranstaltung Anthropologie und Menschliche Erblehre abhielt. Ende 1953 erhielt er einen Psychotherapeuten als Mitarbeiter. Die Gründung des Würzburger Instituts für Psychotherapie und Medizinische Psychologie, die älteste Einrichtung dieser Art im deutschen Sprachraum, geht auf von Gebsattels Initiative zurück. Der ursprüngliche Lehrstuhl für Vererbungswissenschaft und Rasseforschung wurde beruhend auf Gebsattels Tätigkeit somit 1965 in den Lehrstuhl für Medizinische Psychologie und Psychotherapie umbenannt; 1968 wurde dieser mit Dieter Wyss besetzt.
Bis 1969 gehörte Gebsattel dem Vorstand des Instituts für Psychotherapie und Medizinische Psychologie an. Gemeinsam mit Gustav Kafka gab er seit 1952 das „Jahrbuch für Psychologie und Psychotherapie“ heraus, wie er überhaupt an mehreren wegweisenden Zeitschriften als Autor und Herausgeber beteiligt war. Er hat unzählige Aufsätze und einige Bücher verfasst.

## Familie
Am 15. Januar 1920 heiratete er in Bamberg Karoline von Falhenhayn (* 29. Dezember 1894 in Tarnowitz), mit der er zwei Töchter hatte:
- Maria (* 20. Oktober 1920)
- Christine (* 21. April 1922)

## Veröffentlichungen (Auswahl)
- Zur Psychologie der Gefühlsirradiation. Dissertation. In: Archiv für Psychologie. Band 10, 1907.
- Beitrag zum Verständnis atypischer Tuberkuloseformen. Dissertation. In: Ludolph Brauer (Hrsg.): Beiträge zur Klinik der Tuberkulose. Leipzig / Würzburg 1920.
- In seelischer Not. Brief eines Arztes. (= Christliche Besinnung. 26). Würzburg 1940.
- Von der christlichen Gelassenheit. Brief eines Arztes. (= Christliche Besinnung. 35). Würzburg 1940.
- Sigmund Freud und die Seelenheilkunde der Gegenwart. In: Medizinische Klinik. Band 41, 1946.
- Christentum und Humanismus. Wege des menschlichen Selbstverständnisses. Stuttgart 1947.
- Geschlechtsleib und Geschlechtstrieb. Bemerkungen zu einer Anthropologie des Geschlechtslebens. In: Psyche. Band 6, 1953.
- Prolegomena einer medizinischen Anthropologie. Ausgewählte Aufsätze. Springer, Berlin / Göttingen / Heidelberg 1954.
- Das Menschenbild der Seelenheilkunde. Drei Vorlesungen zur Kritik des dynamischen Psychologismus. 1957.
- Gedanken zu einer anthropologischen Psychotherapie. In: V. E. Frankl, V. E. v. Gebsattel, J. H. Schultz (Hrsg.): Handbuch der Neurosenlehre und Psychotherapie. Band 3, München / Berlin 1959.
- Imago Hominis. Beiträge zu einer personalen Anthropologie. Schweinfurt 1964; Salzburg 1968.